# Prasownica
Prasowalnica – urządzenie elektryczne służące do prasowania dużych sztuk tkanin, takich jak np. obrusy czy pościel. 

## Budowa
Główną częścią prasowalnicy jest wałek, który obracając się, przesuwa tkaninę pomiędzy nim a elementem grzejnym, który rozgrzewa się do bardzo wysokiej temperatury. Wałek uruchamia się pedałem podobnie, jak jest to w przypadku maszyny do szycia. Prasowalnica ma regulowaną temperaturę i termostat, dzięki czemu temperaturę można dostosować do różnego rodzaju tkanin. Nowoczesne prasowalnice mają również zabezpieczenie przed oparzeniem palców. 

## Inne funkcje
W niektórych modelach można spotkać też wytwornicę do pary. Prasowalnica wyposażona jest wtedy w pojemnik na wodę lub podłączenie wody bieżącej.

## Wyposażenie dodatkowe
Często można też spotkać prasowalnice z wieszakami na wyprasowaną pościel czy inne tkaniny, które ułatwiają odstawienie wyprasowanej odzieży.